# Кубілюс Костянтин Мотійович
Костянтин Мотійович Кубілюс (11 січня 1932, село Скуйге, тепер Пренайський район, Каунаський повіт, Литва — ?) — радянський литовський діяч, голова Центральної контрольної комісії КП Литви (КПРС). Член Центральної контрольної комісії КПРС та член Президії ЦКК КПРС у 1990—1991 роках.

## Життєпис
Народився в селянській родині.
У 1949—1950 роках — експедитор, коректор, літературний співробітник редакції пренайської повітової газети «Науяс гівянімас» («Нове життя»).
У 1950—1951 роках — завідувач відділу Пренайського повітового комітету ЛКСМ Литви; завідувач відділу Єзнаського районного комітету ЛКСМ Литви.
У 1951—1952 роках — відповідальний секретар редакції єзнаської районної газети «Леніно кялю» («По шляху Леніна»).
З 1952 по 1955 рік служив у Радянській армії.
Член КПРС з 1953 року.
З 1955 року — інструктор, завідувач відділу, помічник секретаря Єзнаського районного комітету Комуністичної партії Литви.
У 1961 році закінчив Вільнюську радянсько-партійну школу.
У 1961—1967 роках — інструктор ЦК КП Литви.
У 1966 році закінчив Заочну вищу партійну школу при ЦК КПРС.
У 1967—1989 роках — помічник першого секретаря ЦК КП Литви.
У 1989—1990 роках — член Комісії партійного контролю при ЦК КП Литви.
У березні — квітні 1990 року — голова Комісії партійного контролю при тимчасовому ЦК КП Литви (на платформі КПРС).
У квітні 1990 — серпні 1991 року — голова Центральної контрольної комісії КП Литви (КПРС).
Подальша доля невідома.

## Нагороди та відзнаки
- орден Дружби народів
- орден «Знак Пошани»
- медалі